# Podatek tonażowy
Podatek tonażowy – podatek nakładany na niektóre dochody lub przychody osiągane przez armatorów eksploatujących morskie statki handlowe w żegludze międzynarodowej. Wysokość tego nominalnie dochodowego podatku nie zależy od bieżących zysków czy strat armatora, lecz dochód oblicza się w sposób zryczałtowany w zależności od tonażu.
Celem wprowadzenia podatku w państwach Unii Europejskiej było zwiększenie zdolności konkurencyjnej armatorów operujących statkami pod banderą państw członkowskich Unii.

## Historia podatku
Jako pierwszy na świecie podatek tonażowy, korzystniejszy niż ogólny podatek dochodowy, wprowadził w 1957 parlament grecki. W 1963 podatek ten został wprowadzony na Malcie i Cyprze. W tym czasie armatorzy z państw socjalistycznych pływali wyłącznie pod banderą własną, stąd problem tanich bander ich nie dotyczył. W latach 70. XX wieku ze względu na konkurencję ze strony tanich bander kolejne państwa europejskie zaczęły interesować się tym rozwiązaniem. Korzystniejszy podatek miał skłonić do pozostania lub powrotu do bandery narodowej. Miało to spowodować z jednej strony zwiększenie liczby podatników, a z drugiej poprawę bezpieczeństwa żeglugi i marynarzy. Podczas zmian ustrojowych w Europie Środkowej i Wschodniej dotychczas państwowi armatorzy byli komercjalizowani, a następnie prywatyzowani. W gospodarce rynkowej pozbawione pomocy państwa przedsiębiorstwa szukały oszczędności i zaczęły masowo przerejestrowywać statki.
W latach 90. XX wieku podatek tonażowy, na takich samych lub bardzo zbliżonych zasadach, został wprowadzony w Holandii i Norwegii (1996), Niemczech (1999) i Wielkiej Brytanii (2000). W 2002 podatek tonażowy był wprowadziła Dania, Hiszpania, Finlandia, Irlandia, Belgia, Francja i Łotwa, w 2005 Bułgaria i Włochy, w 2007 Polska i Litwa oraz w 2008 Szwecja i Słowenia.

## Podatek tonażowy w Polsce
Podatek tonażowy ustanowiony został w Polsce ustawą z dnia 24 sierpnia 2006 r. o podatku tonażowym. Podstawą opodatkowania jest dochód pomniejszony o składki na ubezpieczenie społeczne. Stawka podatku wynosi 19%.